# بزوودیتسا
بزوودیتسا (به بلغاری: Bezvoditsa) روستایی در بلغارستان است که در شهرستان بالچیک واقع شده‌است.